# Аїк Мнацаканян
Аїк Мнацаканян (болг. Айк Мнацаканян; нар. 14 жовтня 1995) — болгарський борець греко-римського стилю, дворазовий бронзовий призер чемпіонатів світу, бронзовий призер чемпіонату Європи.

## Спортивні результати на міжнародних змаганнях

### Виступи на Олімпійських іграх
| Змагання                                   | Збірна   | Вагова категорія                 | Місце |
| ------------------------------------------ | -------- | -------------------------------- | ----- |
| Боротьба на літніх Олімпійських іграх 2020 | Болгарія | греко-римська боротьба, до 77 кг | 12    |

### Виступи на Чемпіонатах світу
| Змагання                        | Збірна   | Вагова категорія                 | Місце  |
| ------------------------------- | -------- | -------------------------------- | ------ |
| Чемпіонат світу з боротьби 2018 | Болгарія | греко-римська боротьба, до 72 кг | Бронза |
| Чемпіонат світу з боротьби 2019 | Болгарія | греко-римська боротьба, до 72 кг | Бронза |
| Чемпіонат світу з боротьби 2021 | Болгарія | греко-римська боротьба, до 77 кг | 24     |

### Виступи на Чемпіонатах Європи
| Змагання                         | Збірна   | Вагова категорія                 | Місце  |
| -------------------------------- | -------- | -------------------------------- | ------ |
| Чемпіонат Європи з боротьби 2019 | Болгарія | греко-римська боротьба, до 72 кг | Бронза |
| Чемпіонат Європи з боротьби 2020 | Болгарія | греко-римська боротьба, до 77 кг | 5      |
| Чемпіонат Європи з боротьби 2022 | Болгарія | греко-римська боротьба, до 77 кг | Бронза |

### Виступи на Кубках світу
| Змагання                    | Збірна   | Вагова категорія                 | Місце |
| --------------------------- | -------- | -------------------------------- | ----- |
| Кубок світу з боротьби 2020 | Болгарія | греко-римська боротьба, до 72 кг | 5     |

### Виступи на інших змаганнях
| Змагання                                                         | Збірна   | Вагова категорія                 | Місце  |
| ---------------------------------------------------------------- | -------- | -------------------------------- | ------ |
| Гран-прі Загреба з боротьби 2019                                 | Болгарія | греко-римська боротьба, до 72 кг | Бронза |
| Турнір Дана Колова — Николи Петрова 2019                         | Болгарія | греко-римська боротьба, до 72 кг | Срібло |
| Меморіал Іона Корнеану і Ладислава Сімона 2019                   | Болгарія | греко-римська боротьба, до 72 кг | Золото |
| Чемпіонат Болгарії з боротьби 2020                               | Болгарія | греко-римська боротьба, до 77 кг | Срібло |
| Київський Міжнародний турнір з боротьби 2021                     | Болгарія | греко-римська боротьба, до 77 кг | 22     |
| Європейський олімпійський кваліфікаційний турнір з боротьби 2021 | Болгарія | греко-римська боротьба, до 77 кг | 5      |
| Світовий олімпійський кваліфікаційний турнір з боротьби 2021     | Болгарія | греко-римська боротьба, до 77 кг | Золото |
| Меморіал Іона Корнеану і Ладислава Сімона 2021                   | Болгарія | греко-римська боротьба, до 77 кг | Золото |

### Виступи на змаганнях молодших вікових груп
| Змагання                                     | Збірна   | Вагова категорія                 | Місце |
| -------------------------------------------- | -------- | -------------------------------- | ----- |
| Чемпіонат світу з боротьби серед молоді 2018 | Болгарія | греко-римська боротьба, до 72 кг | 8     |